# 伊娃·奥尔森 (科学家)
伊娃·奥尔森（英語：Eva Olsson，1960年10月12日—）是瑞典物理学家，查尔姆斯理工大学教授。同时她也是瑞典皇家科学院院士，并且还是诺贝尔物理学奖评选委员会的成员。

## 早年生涯
伊娃·奥尔森曾是位于瑞典哥德堡查尔姆斯理工大学的本科生，她曾在此处攻读工程物理学。奥尔森凭借其在镜面炉方面的研究工作而获得本科文凭。 大学毕业后，她继续留在查尔姆斯理工大学并开始从事一项博士研究，即对氧化锌压敏电阻材料的界面结构研究。 随后她移居美国，与大卫·克拉克在IBM一起担任研究员。 奥尔森于1991年返回查尔姆斯理工大学，并最终在这里获得了博士学位。

## 研究履历
伊娃·奥尔森于1996年被任命为查尔姆斯理工大学的副教授。一年后，她又被任命为乌普萨拉大学的教授，并在那工作了四年。等她再回到查尔姆斯理工大学时，她被提拔为该大学的教授。

## 重要作品
- T Klaus; R Joerger; 伊娃·奥尔森 (科学家); C G Granqvist. . 美国国家科学院院刊. 1999-11-01, 96 (24): 13611–13614. Bibcode:1999PNAS...9613611K. ISSN 0027-8424. PMC 24112 . PMID 10570120. doi:10.1073/PNAS.96.24.13611. Wikidata Q33881022 （英语）.
- Klaus-Joerger T; Joerger R; Olsson E; Granqvist C. . Trends in Biotechnology. 2001-01-01, 19 (1): 15–20. ISSN 0167-7799. PMID 11146098. doi:10.1016/S0167-7799(00)01514-6. Wikidata Q34123240 （英语）.
- Alexey Kalabukhov; Robert Gunnarsson; Johan Börjesson; Eva Olsson; Tord Claeson; Dag Winkler. . 物理评论B. 2007-03-19, 75 (12). ISSN 0163-1829. arXiv:cond-mat/0603501 . doi:10.1103/PHYSREVB.75.121404. Wikidata Q27339745 （英语）.